# Pantełejmon Kulisz

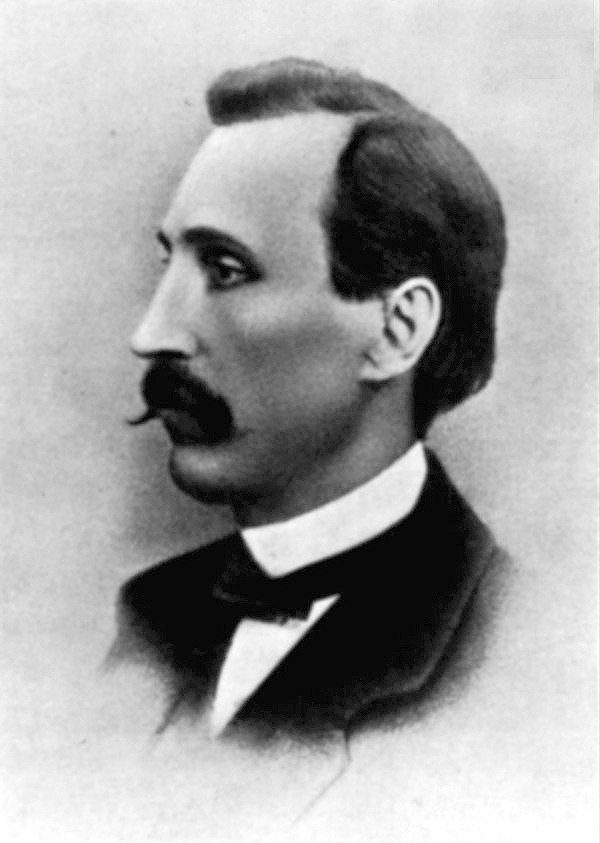
Pantełejmon Kulisz

Pantełejmon Ołeksandrowycz Kulisz (ukr. Пантелеймон Олександрович Куліш, ur. 26 lipca?/7 sierpnia 1819 w Woroneżu (koło Szostki w obwodzie sumskim), zm. 2 lutego?/14 lutego 1897 w chutorze Motronówka); ps. Nikołaj M. (Николай М.) – ukraiński pisarz, poeta, folklorysta, etnograf, tłumacz, krytyk, redaktor, wydawca. Autor pierwszej ukraińskiej powieści historycznej – Czorna rada, Чорна рада (pol. Czarna rada) z 1857 roku. Tłumacz Biblii na język ukraiński.

## Życiorys
Był dzieckiem zamożnego kozaka Ołeksandra Andrijowycza Kulisza herbu Ślepowron i Kateryny, córki dowódcy kompanii Iwana Hładkiego. Jako chłopiec słuchał bajek, przekazów, legend, w szczególności ludowych pieśni, które śpiewała mu matka. Miał także „matkę duchową” – sąsiadkę z chutoru Uljanę Mużyłowską, która namówiła go do czytania i nauki w gimnazjum w Nowogrodzie Siewerskim. Jego pierwszym utworem było opowiadanie Cyhan (Циган, 1841), które napisał po wysłuchaniu bajki opowiadanej przez matkę. O swoich pierwszych świadomych latach życia opowiedział w powieściach: Istoryja Uljany Terentjewny (История Ульяны Терентьевны, 1852), Fekłusz (Феклуш, 1856) i Jakow Jakowłewycz (Яков Яковлевич, 1852).
W latach 1834–1841 próbował bezskutecznie dostać się na Uniwersytet Kijowski, lecz na przeszkodzie stanął brak dokumentów o szlacheckim pochodzeniu (jego ojciec pochodził ze starszyzny kozackiej). Został słuchaczem wydziału literatury, a po kilku latach także fakultetu prawa. Dzięki protekcji inspektora szkół M. Józefowycza, Kulisz został wykładowcą w szkole szlacheckiej w Łucku. Wówczas powstały: Małorosijśki opowidannia (Mалоросійські оповідання) oraz po ros. utwory O tom, ot czego w mestesczke Woroneże wysoch Peszewcow staw (О том, от чего в местечке Воронеже высох Пешевцов став) i O tom, czto słuczyłoś s kozakom Burdiuhom na Zełenoj nedełe (О том, что случилось с козаком Бурдюгом на Зеленой неделе), a także powieści w jęz. ros.: o lud. przekazach Ogniennyj zmiej (Огненный змей, 1841) i hist. powieść Michajło Czarnyszenko... (Михайло Чарнышенко...), wiersz. kronikę hist. Ukrajina (Україна) i opowiadania Orysia (Орися). Pracował także w Kijowie i Równem, a w 1845 r. czasopismo Sowriemiennik („Современник”) zaczęło druk pierwszych rozdziałów sławnej powieści Czorna rada (Чорна рада).
Rektor petersburskiego uniwersytetu Piotr Pletniow zaproponował Kuliszowi stanowisko starszego nauczyciela w gimnazjum i lektora języka rosyjskiego dla obcokrajowców. Petersburska Akademia Nauk wysłała K. na 2-letnią delegację do Europy, aby nauczał języków słowiańskich, historii, kultury i sztuki. Wraz ze swoją 18-letnią żoną Ołeksandrą Biłozerską (drukowała opowiadania pod ps. G. Barwinok), którą poślubił 22 stycznia 1847, wyruszył w podróż. W Warszawie Kulisza, jako członka Bractwa Cyrylo-Metodiańskiego, aresztowano i zawrócono do Petersburga, uwięziono na 4 miesiące, a później wysłano na służbę do Wołogdy. Dzięki zabiegom przyjaciół i żony, kara została zamieniona na dwa miesiące pobytu w woj. szpitalu więziennym. Stamtąd wysłano go do Tuły na trzy lata zesłania.
W tym czasie Kulisz napisał utwory: Istorija Borisa Godunowa i Dmitrija Samozwanca (История Бориса Годунова и Дмитрия Самозванца), historyczną powieść Siewieriaki (Северяки), która z czasem pojawiła się w druku pod tytułem Aleksiej Odnorog (Алексей Однорог), autobiograficzną powieść Jewgienij Oniegin naszego wriemieni (Евгений Онегин нашего времени), powieść Piotr Iwanowicz Bieriezin i jego siemiejstwo, ili Ludi, rieszywszyjesia wo czto by to ni stało byt sczastliwymi (Пётр Иванович Березин и его семейство, или Люди, решившиеся во что бы то ни стало быть счастливыми). Na zesłaniu uczył się języków oraz zaczytywał się w dziełach W. Scotta, Ch. Dickensa, zachwycał się poezją G. Byrona i ideami J.J. Rousseau.
Po długich staraniach zdobył posadę w kancelarii gubernatora, a z czasem zaczął redagować nieoficjalną część “Tulskich gubiernskich wiedomostiej” („Тульских губернских ведомостей”). Po powrocie do Petersburga, gdzie nie miał prawa drukować, publikował pod pseudonimem Nykolaj M. w “Sowriemienniku” („Современник”) ros. powieści i 2-tomowe Zapiski o żyzni Nikołaja Wasiljewicza Gogola (Записки о жизни Николая Васильевича Гоголя). Znajomość zawarta na Połtawszczyźnie z matką Gogola skłoniła go do przygotowania 6-tomowego zebrania utworów i listów Nikołaja Gogola.
Jednak za największy swój sukces uważał 2-tomowy zbiorek folkloryst.-hist. i etnograf. materiałów Zapiski o Jużnoj Rusi (Записки о Южной Руси), które ukazały się w Petersburgu w l. 1856–1857 w 2 tomach. Zbiór był napisany „kulisziwką” – wymyślonym przez Kulisza ukraińskim fonetycznym zapisem transkrypcyjnym. W 1857 wyszła drukiem powieść Czorna rada (Чорна рада, 1846). Kulisz zredagował i opublikał ukraiński elementarz i czytankę, otworzył własną drukarnię i wydał Gramatykę (Граматка) oraz Narodni opowidannia (Народні оповідання) Marka Wowczka. W tym czasie W. Biłozerskyj zaczął wydawanie pierwszego ukr. czasopisma „Osnowa” („Основа”). K. pisze Istoryczni opowidannia (Історичнi оповідання), pop.-nauk. zarysy z historii Ukrainy pt. Chmelnyszczyna (Хмельнищина) i Wyhowszczyna (Виговщина), które w 1861 ukazały się na łamach „Osnowy”. Kulisz razem z M. Kostomarowem odbył kolejną podróż po Europie.
W 1862 złożył do druku pierwszy tomik poezji Doswitky. Dumy i poemy (Досвітки. Думи і поеми), które ukazały się w Petersburgu tuż przed wprowadzeniem ograniczającego ukraińskie publikacje, tzw. cyrkularza wałujewskiego (1863). Sława Kulisza dotarła do Galicji, gdzie lwowskie czasopisma „Weczernyci” (“Вечерниці”), „Meta” (“Мета”) opublikowały próbki jego twórczości. Kulisz był głównym wsparciem ukraińskiego ruchu w Galicji w latach 60. i prawie do połowy 70. – pisał Iwan Franko, szczególnie podkreślając jego współpracę z ludowym czasopismem „Prawda” (“Правда”).
W latach 1864–1868 K. pracował w Warszawie w Komisji do spraw przekładu polskich ustaw, co pozwoliło mu na nabycie doświadczenia w pracy w państwowym urzędzie badań archiwów oraz na zawarcie licznych przyjaźni z polską inteligencją. K. konsekwentnie gromadził materiały potwierdzające koncepcję o negatywnym wpływie kozackich i chłopskich powstań na rozwój ukr. państwowości i kultury. W 1871 pracował w Wiedniu, a w 1873 w Petersburgu jako redaktor urzędowego “Żurnała Ministierstwa putiej soobszczenija” (“Журнала Министерства путей сообщения”) Przygotował w latach 1874-1877 3-tomową Istoriję wossojedinienija Rusi (История воссоединения Руси), w której sformułował ideę o historycznej szkodliwości ruchów ludowo-wyzwoleńczych i nobilitował kulturotwórczą misję polskiej szlachty dla ukraińskiej państwowości. Jego tezy spotkały się w ukraińskim społeczeństwie z oburzeniem, a sam Kulisz w efekcie zniechęcił się do pracy urzędnika państwowego.
W 1876 wydano ukaz emski, na mocy którego zabroniono drukowania jakichkolwiek treści w języku ukraińskim, z wyjątkiem dzieł malarskich, dokumentów historycznych i spektakli. Kulisz osiadł w chutorze Motronówka, gdzie zredagował w języku rosyjskim zbiór własnych artykułów Chutorskaja fiłosofija i udalennaja ot swieta poezija (Хуторская философия и удаленная от света поэзия), który ukazał się w 1879, został zakazany przez cenzurę i wycofany ze sprzedaży. Kulisz posłał swoją Kraszanku rusynam i polakam na Wełykdeń 1882 roku (Крашанку русинам і полякам на Великдень 1882 року) do Galicji z nadzieją połączenia we wspólnej misji inteligencji polskiej i ukraińskiej.
W tym czasie propagował etyczne zasady islamu w poemacie Mahomet i Chadyza (Магомет і Хадиза, 1883) i dramacie Bajda, kniaź Wysznewećkyj. (Байда, князь Вишневецький, 1884). Tłumaczył dzieła Szekspira, Goethego, Byrona, przygotował do wydania trzeci tomik swoich poezji Dzwin (Дзвін). Kończył historiograf. pracę w 3 tomach Otpadienije Małorossii ot Polszy (Отпадение Малороссии от Польши).
We wczesnym etapie twórczości był przychylny romantycznej idei kozakofilstwa oraz wierny przekonaniu, że połączenie Rosji i Ukrainy było prawym aktem historycznym. Jednocześnie K. zachwycał się duchownym arystokratyzmem kozackiej starszyzny, a pod koniec życia był przychylny orientacji turkofilskiej. Nie pozostawał także nie krytyczny w stosunku do kozaczyzny, pisał m.in.: Gdzie mieszkali Kozacy, tam była niemożliwa prawdziwa gospodarka; gdzie panowie gospodarowali prawidłowo, tam nie mógł być cierpiany kozacki wędrowny tryb życia (...) Element kozacki był zaprzeczeniem (...) zasady społeczeństwa, zaprzeczeniem zasady państwa. W 1863 przyjął posadę członka Komisji do spraw przekładu polskich ustaw w Warszawie. Z aprobatą przywitał w 1861 r. skasowanie pańszczyzny w Rosji i ostro protestował przeciwko zakazom wprowadzonym ukazem emskim, ale opublikował Istoriję wossojedinienja Rusi, w której dowodził słuszności ugody perejasławskiej. Krytycznie oceniał spuściznę literacką Szewczenki, ale napisał oświadczenie o zrzeczeniu się ruskiego poddaństwa, choć później je odwołał. W liście do ukraińskiej inteligencji głosił obronę ojczystego słowa – “skarbnicy naszego ducha”, a jednocześnie przychylnie oceniał politykę Piotra I, wierząc, że reformy, w przeciwieństwie do zakończonej fiaskiem walki o niepodległość, doprowadzą do udoskonalenia carskiej państwowości. Budził kontrowersje, jego zmienne orientacje polityczne oburzały Ukraińców, przede wszystkim tych, którzy próbowali naśladować jego wielką kulturotwórczą ofiarność, o czym najlepiej świadczą wydane w Genewie w 1893 zbiory Chliborob i Dzwin.

### Związki z Polakami i kulturą polską
Z Polakami Kulisz spotykał się na Ukrainie Naddnieprzańskiej, w Galicji i w Warszawie. W 1847 aresztowany w Warszawie za przynależność do Bractwa św. Cyryla i Metodego. W latach 1864–1867 pracował w Warszawie jako członek Komisji do przekładu Praw Polskich. Prowadził badania historyczne w archiwach polskich. Miał wielu przyjaciół wśród Polaków – zaliczali się do nich m.in. prozaik, krytyk literacki, współtwórca polskiej szkoły ukraińskiej w literaturze ojczystej i badacz ukraińskiej twórczości ludowej Michał Grabowski, pisarz i biskup rzymskokatolicki Ignacy Hołowiński, profesor fizyki i chemii w Uniwersytecie Kijowskim Stefan Zimowicz, antykwariusz Konstanty Świdziński. W posiadłości Michała Grabowskiego Aleksandrówce Kulisz poznał Józefa Ignacego Kraszewskiego. Związki z nim były bardzo bliskie. Kulisz utrzymywał też kontakty z polskim historykiem i etnografem z Kijowszczyzny Edwardem Rulikowskim. We Lwowie Kulisza odwiedzili polscy arystokraci: Jerzy Czartoryski i Adam Sapieha. Kontaktował się też z uczestnikiem Zjazdu Słowiańskiego w Pradze i posłem na sejmy galicyjskie oraz wiedeński: Franciszkiem Smolką i prezydentem Lwowa Florianem Ziemiałkowskim.
Pantełejmon Kulisz popierany przez Józefa Ignacego Kraszewskiego nawoływał do porozumienia Polaków i Ukraińców, wyrażał nadzieje, że dawne zatargi można przezwyciężyć. Kulisz zachęcał Ukraińców do studiowania literatury i kultury polskiej, gdyż znajdą tam wiele korzyści dla swego narodu. Pantełejmon Kulisz był apostołem zgody polsko-ukraińskiej.
Kulisz przetłumaczył na język ukraiński „Powrót taty”, „Świteziankę” i „Dziadów” cz. IV Adama Mickiewicza, utwór Michała Grabowskiego „Zamieć na stepach”, powieść „Topir Góra” Tomasza Augusta Olizarowskiego oraz „Życie mojej matki” Ignacego Hołowińskiego.
Utwory Kulisza na język polski tłumaczyli m.in.: Michał Grabowski, Zenon Fisz i Romuald Podbereski, Józef Łobodowski i Tadeusz Chróścielewski.
O Kuliszu pisało wielu autorów polskich, jak Adam Kirkor, Franciszek Rawita-Gawroński, Józef Gołąbek, Jerzy Jędrzejewicz, Józef Łobodowski, Florian Nieuważny i Marian Jakóbiec.

## Utwory
- Hordowyta para (Гордовита пара, 1861) – opowiadanie romantyczne
- Do kobzy (До кобзи)
- Zaworożena krynycia (Заворожена криниця)
- Zaspіw (Заспів)
- Marusia Bohusławka (Маруся Богуславка) – poemat liryczno-epiczny
- Orysia (Орися, 1857) – opowiadanie idylla
- Prawedne panuwannije (Праведне пануваннє)
- Rіdne słowo (Рідне слово)
- Swiatynia (Святиня)
- Step opіwidnі (Степ опівідні) – poezja
- Sіczowі hostі (Січові гості, 1861) – opowiadanie historyczne
- Cyhan (Циган) – opowiadanie
- Czorna rada (Чорна рада, 1857) – powieść
- Biblia Kulisza (1903) – przekład Biblii na język ukraiński